# جيمي لويلينغ
جيمي لويلينغ (مواليد 26 فبراير 2001) هو لاعب كرة قدم ألماني يلعب في مركز خط الوسط في نادي يونيون برلين.

## روابط خارجية
- جيمي لويلينغ على موقع الاتحاد الأوربي (الإنجليزية)
- جيمي لويلينغ على موقع إي إس بي إن إف سي (الإنجليزية)
- جيمي لويلينغ على موقع قاعدة بيانات كرة القدم.إي يو (الإنجليزية)
- جيمي لويلينغ على موقع بيانات كرة القدم. دي إي (الألمانية)
- جيمي لويلينغ على موقع ليكيب (الفرنسية)
- جيمي لويلينغ على موقع ناشيونال فوتبول تيمز (الإنجليزية)
- جيمي لويلينغ على موقع Soccerbase.com (لاعب) (الإنجليزية)
- جيمي لويلينغ على موقع Soccerway.com (الإنجليزية)
- جيمي لويلينغ على موقع عالم كرة القدم.نت (الإنجليزية)